# Badalona Dracs
El Badalona Dracs és un club català de futbol americà de la ciutat de Badalona, fundat l'any 1987.

## Història
El Badalona Dracs és el club pioner d'aquest esport a Catalunya i a Espanya. El primer partit amistós, que alhora fou el primer partit de futbol americà jugat a Espanya, es disputà el 19 de març de 1988 contra el Palermo Cardinals. El mateix any s'inicià la primera lliga amb la participació d'altres tres clubs: L'Hospitalet Pioners, Búfals del Poblenou i Barcelona Bóxers, amb el triomf final de l'equip badaloní, llavors anomenat Badalona Drags. L'entrenador era italià Manfredi Leone. El mateix any participà en el Trofeu Internacional del Mediterrani, en què acabà en quarta posició.
A partir del fitxatge de l'entrenador Carlos Baroccio la temporada 1997-98, guanyà en cinc ocasions la Lliga espanyola (1998, 1999, 2002, 2003, 2004), dues Copes d'Espanya (1999, 2004) i una Copa de Catalunya (2003), i s'emportà en nou ocasions el Trofeu Ciutat de Badalona. A més, l'any 1999 se situà entre els deu millors clubs d'Europa. L'any 2002 fou finalista de la segona competició Europa de futbol americà, la Copa EFAF, essent derrotats només pels Graz Giants (Àustria). Els anys 2003 i 2004 arribà a les semifinals de l'Eurobowl.
De 2014 a 2021 es guanyen 6 lligues i 5 copes d'espanya, a més de jugar una final de Copa EFAF.
L'equip femení guanyà també la Lliga espanyola (Lliga WAFL) en dues ocasions: 1998 i 1999.

## Palmarès

### Equip masculí
- 1 Lliga catalana de futbol americà: 1988-89
- 13 Copes catalanes de futbol americà: 2003, 2010, 2011, 2012, 2013, 2014, 2015, 2016, 2017, 2019, 2021, 2022, 2023
- 11 Lligues espanyoles de futbol americà: 1998, 1999, 2002, 2003, 2004, 2014, 2016, 2017, 2018, 2019, 2021
- 7 Copes espanyoles de futbol americà: 1999, 2004, 2017, 2018, 2019, 2020, 2021

### Equip femení
- 2 Lligues catalanes de futbol americà femenina: 1997-98, 1998-99